# Елмор Ленард
Елмор Ленард (на английски: Elmore Leonard) е американски сценарист и писател на бестселъри в жанровете уестърн, трилър и криминална литература. Баща е на писателя на трилъри Питър Ленард. В България е издаден и като Елмър Ленърд.

## Биография и творчество
Елмор Джон Ленард младши е роден на 11 октомври 1925 г. в Ню Орлиънс, Луизиана, САЩ, в семейството на Елмор Джон и Флора Амелия, Ленард. Баща му е служител на Дженерал Мотърс и често се мести в продължение на години – Далас, Оклахома Сити и Мемфис. През 1934 г. се установяват в Детройт. Завършва католическата гимназия в Детройт през 1943 г. Заради лошо зрение не е приет в бойните части на армията по време на Втората световна война, и служи 3 години във Военноморския флот в Южния Пасифик в батальона „Сийбий“ за строителство на самолетни писти. През 1950 г. завършва Университета на Детройт с бакалавърска степен по английска литература и философия.
Докато е в университета участва в състезания по писане и работи като копирайтър. След дипломирането си продължава да работи в Детройт като копирайтър в рекламната агенция „Campbell-Ewald“ за периода 1950 – 1961 г. В периода 1961 – 1963 г. става копирайтър на свободна практика и е автор на учебни и индустриални филми. През 1963 – 1966 г. е ръководител на собствена рекламна агенция.
Започва да пише в началото на 50-те, като първоначално се насочва към уестърна. Първият му успех е през 1951 г. с разказа „Trail of the Apaches“ (Пътеката на апачите). Първият му роман „The Bounty Hunters“ (Ловците на глави) е публикуван през 1954 г. Следват още успешни уестърни, като част от тях са екранизирани – „Напрежение“ („The Tall Т“) с Ричард Бун, „3:10 to Yuma“ с Глен Форд, „Hombre“ с Пол Нюман, „Valdez Is Coming“ с Бърт Ланкастър, и „Joe Kidd“ с Клинт Истууд. Романът му „Hombre“ е обявен през 1977 г. за един от най-добрите уестърни за всички времена.
В началото на 70-те се насочва към жанра на криминалния роман и трилъра. Много от произведенията му стават бестселъри и са екранизирани в игрални и телевизионни филми, като: „Джаки Браун“ на Куентин Тарантино с Пам Гриър, Самюел Джаксън и Робърт Форстър, „Get Shorty“ с Джон Траволта и Джийн Хекман, и „Извън контрол“ с Джордж Клуни и Дженифър Лопес.
Трилърът му „La Brava“ получава наградата „Едгар“. През 1992 г. е удостоен с наградата „Велик майстор“ на Асоциацията на писателите на криминални романи на Америка. „Доктор хонорис кауза“ е на Университета Атлантик Флорида (1996), на Университета на Детройт (1997), и на Университета на Мичиган (2000).
Писателят има 3 брака, като от първия има 5 деца.
Елмор Ленард умира на 20 август 2013 г. в Блумфийлд Хилс, Мичиган.

## Произведения

### Самостоятелни романи
- The Bounty Hunters (1953)
- The Law At Randado (1954)
- Escape from Five Shadows (1956)
- Last Stand At Saber River (1959)
- Hombre (1961)
- The Moonshine War (1969)
- Valdez Is Coming (1969)
- Forty Lashes Less One (1972)
- Mr. Majestyk (1974)
- Fifty-Two Pickup (1974)
- Three-Ten to Yuma (1975)
- The Hunted (1977)
Преследваният, изд. „Албор“ (1992), прев. Росен Михайлов
- The Switch (1978)
- Gold Coast (1979)
- Gun Sights (1979)
- City Primeval (1980)
Първобитен град, изд.: ИК „Бард“, София (2000), прев. Елена Чизмарова
- Split Images (1981)
- Cat Chaser (1982)
- Stick (1983)
- La Brava (1983) – награда „Едгар“
- Glitz (1985)
- Bandits (1986)
- Touch (1987)
- Freaky Deaky (1988)
Взривове, изд.: „Сиела“, София (2001), прев. Павел Талев, Анна Иванова
- Killshot (1989)
Смъртоносен изстрел, изд.: „Сиела“, София (2001), прев. Павел Талев, Анна Иванова
- Maximum Bob (1991) – награда „Хамет“
- Rum Punch (1992)
Ръм Пънч, изд. „Петриков“ (1998), прев. Николай Акимов
- Out of Sight (1996)
Извън контрол, изд. „Атика“ (1998), прев. Петко Петков
- Naked Came the Manatee (1997) – с Браян Антони, Дейв Бари, Една Бюканън, Тананарив Дю, Джеймс Хол, Вики Хендрикс, Карл Хайазен, Пол Ливайн, Ивлин Майерсън и Една Стандифорд
- Jackie Brown (1997)
Джаки Браун, изд. „Петриков“ (1998), прев. Николай Акимов
- Cuba Libre (1998)
- Pagan Babies (2000)
- Fire in the Hole (2001)
Дупки в кожата, изд. „M.-L Publishing house“ (1992), прев. Людмила Русева, Венцислав Градинаров
- Tishomingo Blues (2002)
- Mr. Paradise (2004)
- A Coyote's in the House (2004)
- Road Dogs (2009)
- Djibouti (2010)
- Blue Dreams (2014) – завършен от Питър Ленард

### Серия „Джак Райън“ (Jack Ryan)
1. The Big Bounce (1969)
2. Swag (1976) – издаден и като „Ryan's Rules“
3. Unknown Man No. 89 (1977)

### Серия „Чили Палмър“ (Chili Palmer)
1. Get Shorty (1990)
2. Be Cool (1999)

### Серия „Рейлан Гивънс“ (Raylan Givens)
1. Pronto (1993)
2. Riding the Rap (1995)
3. Raylan (2012)

### Серия „Карл Уебстър“ (Carl Webster)
1. The Hot Kid (2004)
Горещо хлапе, изд.: „ИнфоДАР“, София (2007), прев. Петър Тушков
2. Up in Honey's Room (2007)
3. Comfort To The Enemy (2009)

### Новели
- Confession (2013)
- The Trespassers (2013)

### Сборници
- Dutch Treat (1987)
- The Tonto Woman: And Other Western Stories (1998)
- When the Women Come Out to Dance: And Other Stories (2002)
- The Complete Western Stories of Elmore Leonard (2004)
- Blood Money and Other Stories (2006)
- Moment of Vengeance and Other Stories (2006)
- Three-Ten to Yuma and Other Stories (2006)
- Two Bagger / Chickasaw Charlie Hoke (2007) – с Майкъл Конъли
- Trail of the Apache and Other Stories (2007)
- The Complete Western Stories (2007)
- Fire in the Hole (2012)

### Документалистика
- Elmore Leonard's 10 Rules of Writing (2007)

### Екранизации
- 1956 Schlitz Playhouse of Stars – ТВ сериал, 1 епизод
- 1957 The Tall T – по разказ
- 1957 3:10 to Yuma – история
- 1967 Hombre – по романа
- 1969 The Big Bounce – по романа
- 1970 The Moonshine War – по романа, сценарий
- 1971 Valdez Is Coming – по романа
- 1972 Joe Kidd – история
- 1974 Mr. Majestyk – история
- 1980 High Noon, Part II: The Return of Will Kane – ТВ филм
- 1984 The Ambassador – по романа „52 Pick-Up“
- 1985 Stick – по романа, сценарий
- 1986 52 Pick-Up – по романа
- 1987 Desperado – ТВ филм, история
- 1987 The Rosary Murders
- 1988 The Return of Desperado – ТВ филм
- 1988 Desperado: Avalanche at Devil's Ridge – ТВ филм
- 1988 Glitz – ТВ филм, по романа
- 1989 Desperado: The Outlaw Wars – ТВ филм
- 1989 Cat Chaser – по романа, сценарий
- 1989 Desperado: Badlands Justice – ТВ филм
- 1990 Border Shootout – по романа „The Law at Randado“
- 1992 Split Images – ТВ филм, по романа
- 1995 Игра на пари
- 1997 Last Stand at Saber River – ТВ филм, по романа
- 1997 Touch
- 1997 Pronto – ТВ филм, по романа
- 1997 Gold Coast – ТВ филм
- 1997 Джаки Браун, Jackie Brown – по „Ръм Пънч“
- 1998 Out of Sight – по романа
- 1998 Maximum Bob – ТВ сериал, 1 епизод
- 2002 Tishomingo Blues – продуцент
- 2004 The Big Bounce
- 2005 Be Cool – ТВ сериал
- 2007 Ескорт до затвора, 3:10 to Yuma – история
- 2008 The 2007 Academy Award Nominated Short Films: Live Action
- 2008 The Tonto Woman – история
- 2008 Смъртоносен изстрел
- 2009 Sparks – история
- 2012 Freaky Deaky
- 2013 Лесна плячка – по „The Switch“
- 2013 The Arrangement – ТВ филм, по „When the Women Come Out to Dance“
- 2012 – 2014 Justified – ТВ сериал, серии по „Fire in the Hole“